# Wohnungsbauprogramm GUS 1990 – 1996

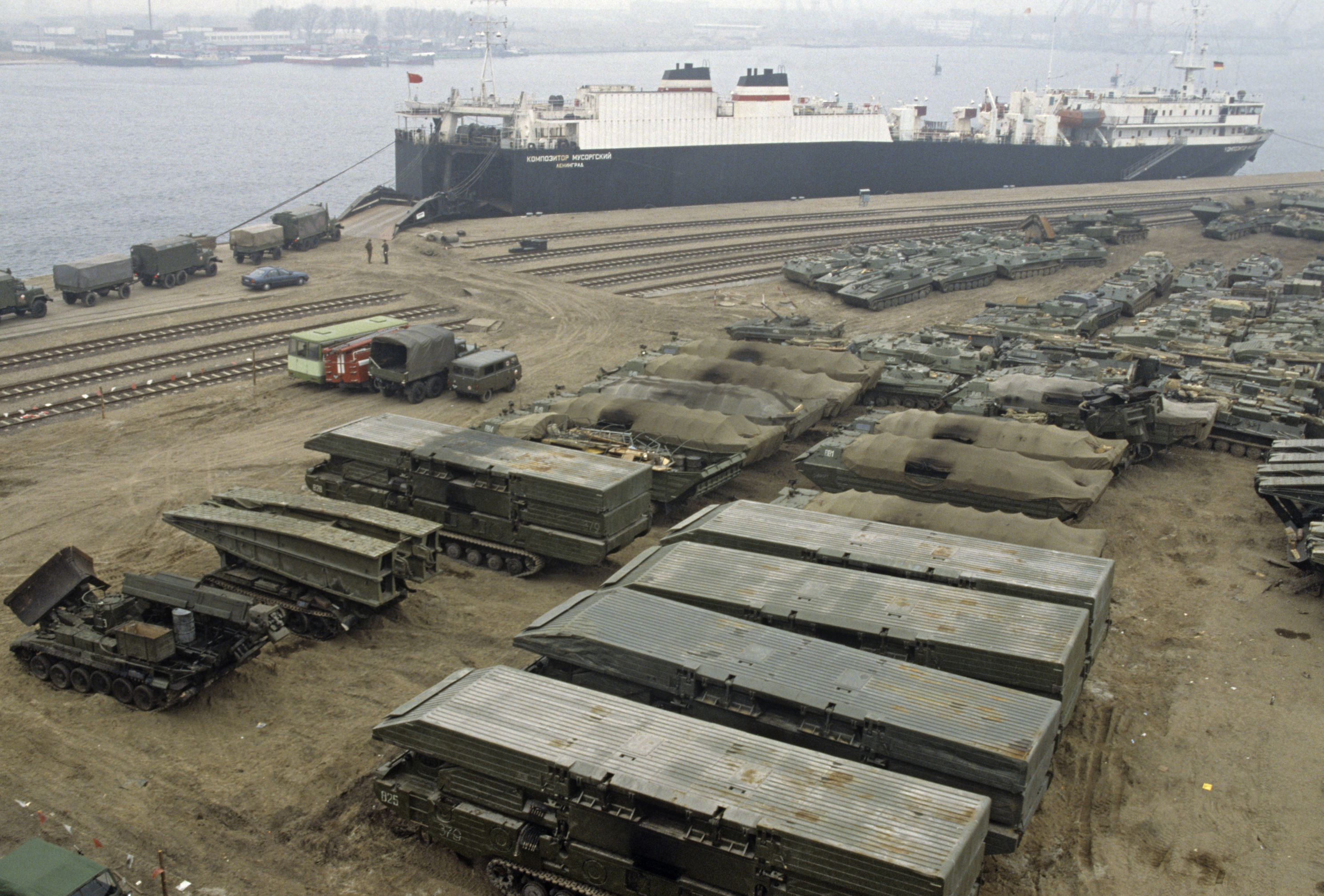
Abzug von sowjetischen Waffen und Gerät über den Hafen in Rostock, 1991

Die Bezeichnung Wohnungsbauprogramm GUS wurde vom Deutschen Bundestag bei seiner Beschlussfassung 1992 verwendet. Obwohl die Gemeinschaft Unabhängiger Staaten (GUS) mehrere Staaten der früheren Sowjetunion umfasste, sah das Programm nur Wohnungen in Russland, Belarus und der Ukraine vor. Die Ukraine trat zudem 2018 aus der GUS aus. Im Tausch für den Abzug der Westgruppe der sowjetischen Streitkräfte vom Gebiet der ehemaligen DDR hatte das wiedervereinigte Deutschland in der Sowjetunion dieses Wohnungsbauprogramm in einer außergewöhnlichen Dimension für zurückkehrende Soldaten finanziert.

## Historische Einordnung
Die grundlegende Vereinbarung der Siegermächte des Zweiten Weltkrieges mit den beiden deutschen Staaten war der Zwei-plus-Vier-Vertrag vom 12. September 1990, geschlossen zwischen der Bundesrepublik Deutschland und der Deutschen Demokratischen Republik sowie den Vereinigten Staaten von Amerika, dem Vereinigten Königreich von Großbritannien und Nordirland, Frankreich und der Union der Sozialistischen Sowjetrepubliken. Dieser Vertrag, unterzeichnet in Moskau von den Außenministern Hans-Dietrich Genscher, Lothar de Maizière, James Baker, Douglas Hurd, Roland Dumas und Eduard Schewardnadse, trat an die Stelle des Potsdamer Abkommens von 1945 und ersetzte den darin geforderten Friedensvertrag.
Artikel 4 des Zwei-plus-Vier-Vertrags sah vor, dass die UdSSR und das vereinigte Deutschland die Modalitäten des Truppenabzugs unverzüglich regeln sollten. Dies geschah mit dem Vertrag zwischen der Bundesrepublik Deutschland und der Union der Sozialistischen Sowjetrepubliken über die Bedingungen des befristeten Aufenthalts und die Modalitäten des planmäßigen Abzugs der sowjetischen Truppen aus dem Gebiet der Bundesrepublik Deutschland, kurz Aufenthalts- und Abzugsvertrag genannt, vom 12. Oktober 1990. Darin war der Abzug aller sowjetischen Truppen bis zum Ende des Jahres 1994 festgeschrieben. Nach der Auflösung der UdSSR durch Staatschef Michail Gorbatschow am Weihnachtstag 1991 trat faktisch die neu entstandene Russische Föderation die Rechtsnachfolge der Sowjetunion an. Zudem übernahm sie mit Zustimmung der USA den Sitz der UdSSR im Sicherheitsrat der Vereinten Nationen. Mit Erlass des Präsidenten der Russischen Föderation Nr. 248 vom 4. März 1992 wurde die Westgruppe der Truppen unter russische Jurisdiktion gestellt.
Die Westgruppe der Truppen trat 1987 die Nachfolge der Gruppe der Sowjetischen Streitkräfte in Deutschland (kurz: GSSD; russisch Группа советских войск в Германии, ГСВГ [Gruppa sowjetskich wojsk w Germanii, GSWG]) an. Diese waren Gliederungen der Land- und Luftstreitkräfte der Sowjetarmee, die von 1954 bis 1991 in der Deutschen Demokratischen Republik (DDR) bzw. der Bundesrepublik Deutschland stationiert waren. Von 1987 an, über die Auflösung der Sowjetunion 1991 hinaus, bis zum Abzug der dann russischen Truppen 1994 war die offizielle Bezeichnung Westgruppe der Truppen (kurz: WGT, russisch Западная группа войск, ЗГВ [Sapadnaja gruppa wojsk, SGW]). In der Bundesrepublik bezeichnete man sie auch als Gruppe der Sowjetischen Truppen in Deutschland (GSTD).
Die sowjetischen Truppen in der DDR stellten das größte Truppenkontingent dar, das jemals über einen so langen Zeitraum von einer Besatzungsmacht im Ausland unterhalten wurde.

## Wohnungsbauprogramm

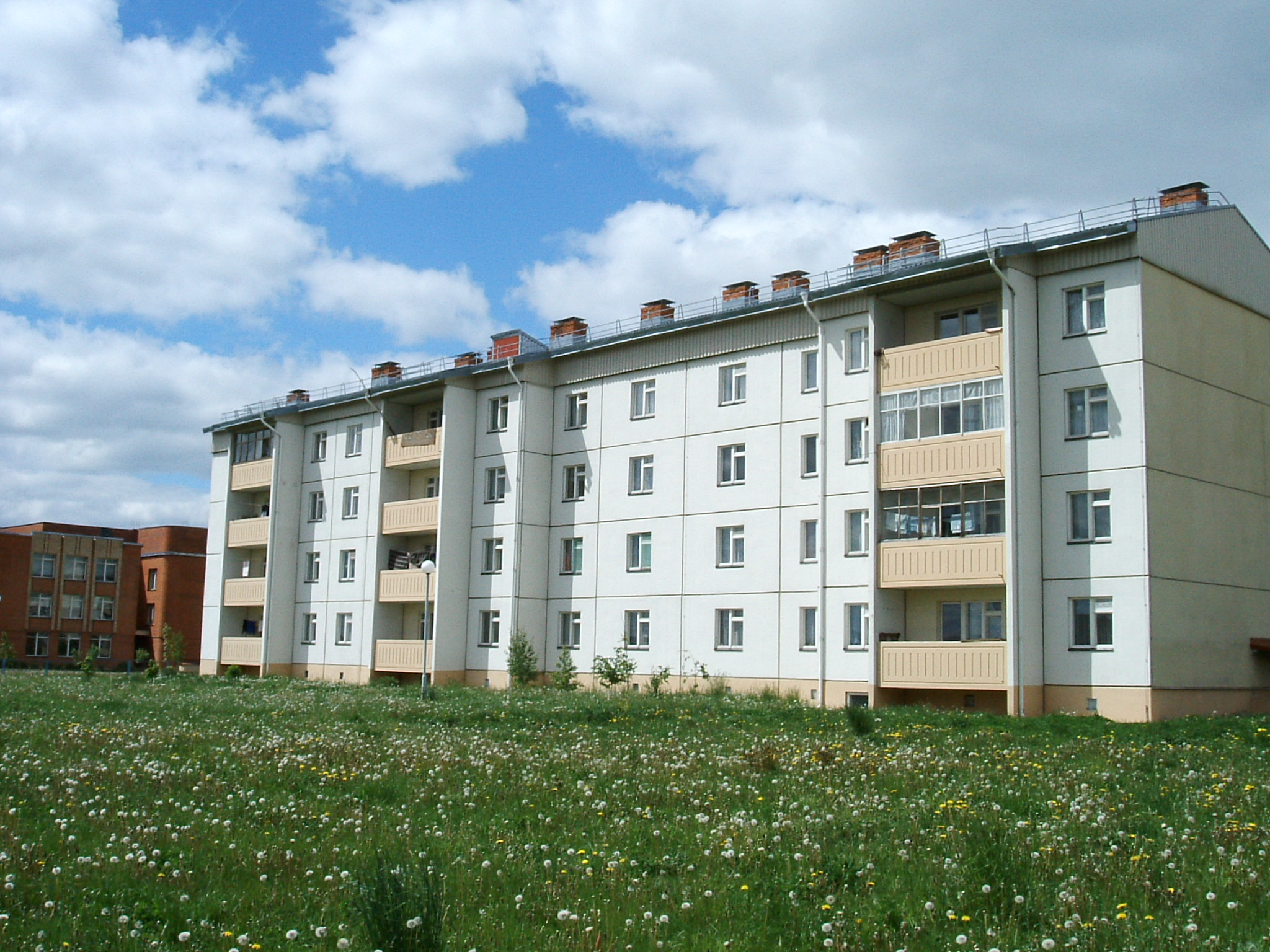
Jelnja, Kutusowskij Mikrorajon, erbaut von Samsung, Südkorea

Dem Aufenthalts- und Abzugsvertrag waren vier Anhänge beigefügt, in denen auch die Übernahme der Kosten in Höhe von zunächst 7,8 Milliarden DM, dann auf 8,35 Milliarden DM aufgestockt (Gesamtkosten der Maßnahmen gemäß Aufenthalts- und Abzugsvertrag 15 Milliarden DM), zur Errichtung von 44.500 Wohnungen im europäischen Teil der Sowjetunion durch die Bundesregierung vorgesehen war. Nur so war es möglich, Wohnraum für die aus der ehemaligen DDR heimkehrenden Familien bereit zu stellen. In einer in ihrer Größenordnung einmaligen Aktion wurden insgesamt 43 Projekte in Russland, Belarus und der Ukraine ausgeschrieben, geplant, durchgeführt und finanziert. Die beteiligten Baufirmen kamen aus Deutschland, der Türkei, Österreich, Finnland, Russland, Südkorea, Schweden, Indien und Bulgarien (auch in Kooperation); die meisten Baufirmen waren deutsche (beteiligt an 24 Projekten) und türkische (14 Projekte). Von den 43 Garnisonsstädten, in denen die geplanten Wohnsiedlungen errichtet werden sollten, lagen sieben in Belarus, vier in der Ukraine und die übrigen 32 in Russland. An der Planung hielt man auch nach dem Zerfall der UdSSR fest; somit wurden auch die beiden anderen postsowjetischen Republiken mit Wohnungsbauten bedacht. Achtzehn Wohnprojekte entfielen auf Standorte der Luftstreitkräfte (drei in Belarus und eines in der Ukraine).

## Organisation und Verwaltung
Federführend waren auf deutscher Seite das Bundeswirtschaftsministerium und auf sowjetischer (und später russischer) Seite das Verteidigungsministerium. Ein gemeinsamer Lenkungsausschuss fällte strategische Beschlüsse und überwachte das Programm. Mit der Umsetzung dieser politischen Beschlüsse wurden fachspezifische Institutionen beauftragt: Die deutsche Kreditanstalt für Wiederaufbau (KfW) war für die finanzielle Abwicklung des Programms verantwortlich. Als Bauherr trat die wohnungswirtschaftliche Hauptverwaltung des sowjetischen Verteidigungsministeriums auf. Sie war zuständig für die Planung und die Leitung der Planungsinstitutionen. Herzstück des Programms war das „Consulting Konsortium Wohnungsbau UdSSR“ (CWU), das im Auftrag des sowjetischen Verteidigungsministeriums das Vorhaben plante, durchführte und überwachte sowie die Ausschreibungen managte.

## Die 43 Wohnungsbauprojekte
Quelle der nachstehenden Übersicht sind die offizielle Mitteilung der CWU, Moskau und München sowie Jakob Holzer, op. cit.
Zur Erläuterung der Tabelle:
- TSK   Teilstreitkraft
- SW    Landstreitkräfte (Сухопутные войска, СВ)
- WWS   Luftstreitkräfte (Военно-воздушные силы, ВВС)

| Projekt Nr. | Standort           | Verwaltungsbezirk       | Staat    | Anzahl Wohnungen | Bauträger                                            | TSK     | Verlegung aus                    | Bemerkungen                                      |
| ----------- | ------------------ | ----------------------- | -------- | ---------------- | ---------------------------------------------------- | ------- | -------------------------------- | ------------------------------------------------ |
| 1           | Schaikowka         | Oblast Kaluga           | Russland | 1056             | PEM (Finnland/Türkei)                                | WWS     | Köthen                           |                                                  |
| 2           | Baryssau           | Minskaja Woblasz        | Belarus  | 725              | Enka (Türkei)                                        | SW      |                                  | früherer Name Borissow                           |
| 3           | Wladikawkas        | Nordossetien-Alanien    | Russland | 1156             | Holzmann (Deutschland)                               | SW      |                                  | Plattenbausiedlung, früherer Name Ordschonikidse |
| 4           | Krywyj Rih         | Oblast Dnipropetrowsk   | Ukraine  | 1500             | Arge Hofmann & Maculan (Deutschland)                 | SW      |                                  | früherer Name Kriwoj Rog                         |
| 5           | Baranawitschy      | Breszkaja Woblasz       | Belarus  | 600              | Tekser/CBU (Türkei/Deutschland)                      | WWS     | Brand                            | Plattenbausiedlung                               |
| 6           | Slonim             | Hrodsenskaja Woblasz    | Belarus  | 1452             | Enka (Türkei)                                        | SW      |                                  | Plattenbausiedlung                               |
| 7           | Bjarosa            | Breszkaja Woblasz       | Belarus  | 720              | Arge DSW & Elbo (Deutschland)                        | WWS     | Sármellek (Ungarn)               | früherer Name Berjosa                            |
| 8           | Lida               | Hrodsenskaja Woblasz    | Belarus  | 832              | Arge DSW & Elbo (Deutschland)                        | WWS     | Großenhain                       | Plattenbausiedlung                               |
| 9           | Marjina Horka      | Minskaja Woblasz        | Belarus  | 780              | Haka (Finnland)                                      |         |                                  | Plattenbausiedlung, früherer Name Marina Gorka   |
| 10          | Starokostjantyniw  | Oblast Chmelnyzkyj      | Ukraine  | 1282             | Arge Hochtief (Deutschland)                          | WWS     | Merseburg                        | früherer Name Starokonstantinow                  |
| 11          | Wolgograd          | Oblast Wolgograd        | Russland | 1277             | Walter Bau/Tekser (Deutschland/Türkei)               |         |                                  |                                                  |
| 12          | Durnewo            | Oblast Kursk            | Rusland  | 1320             | Baytur (Türkei)                                      | SW      | Oschatz                          |                                                  |
| 13          | Ross               | Hrodsenskaja Woblasz    | Belarus  | 836              | Arge Benoba (Deutschland/Belarus)                    | WWS     | Brand, Finow                     |                                                  |
| 14          | Kassimowo          | Oblast Leningrad        | Russland | 540              | Züblin (Deutschland)                                 | SW      |                                  | Plattenbausiedlung                               |
| 15          | Alakurtti          | Oblast Murmansk         | Russland | 600              | Züblin (Deutschland)                                 | SW      |                                  | Plattenbausiedlung                               |
| 16          | Krasnodar          | Region Krasnodar        | Russland | 2004             | Gabeg/Enka (Deutschland/Türkei)                      | SW      |                                  | Plattenbausiedlung, Militärakademie              |
| 17          | Tschaikowski       | Region Perm             | Russland | 1385             | Gabeg/Enka (Deutschland/Türkei)                      | SW      |                                  |                                                  |
| 18          | Tschernoretschje   | Oblast Samara           | Russland | 1910             | HMB/Tekfen (Deutschland/Türkei)                      | SW      |                                  | 1993 in Roschtschinski umbenannt                 |
| 19          | Mulino             | Oblast Nischni Nowgorod | Russland | 1008             | Yit Corporation (Finnland)                           |         |                                  | Plattenbausiedlung                               |
| 20          | Nowo Smolino       | Oblast Nischni Nowgorod | Russland | 1075             | Yit Corporation (Finnland)                           | SW      |                                  | Plattenbausiedlung                               |
| 21          | Kamenka            | Oblast Pensa            | Russland | 999              | Rosgraschdankonstrukzija (Russland)                  | WWS     | Groß-Dölln                       |                                                  |
| 22          | Twer               | Oblast Twer             | Russland | 2002             | Arge Industriebau Magdeburg (Deutschland/Österreich) | SW, WWS |                                  |                                                  |
| 23          | Kostroma           | Oblast Kostroma         | Russland | 946              | You One (Südkorea)                                   | WWS     | Groß-Dölln                       | Plattenbausiedlung                               |
| 24          | Wjasma Brjanska    | Oblast Brjansk          | Russland | 1004             | Arge Industriebau Magdeburg (Deutschland/Österreich) | SW      |                                  |                                                  |
| 25          | Morosowsk          | Oblast Rostow           | Russland | 775              | Tekser/CBU (Türkei/Deutschland)                      | WWS     | Finsterwalde                     |                                                  |
| 26          | Kubinka            | Oblast Moskau           | Russland | 1035             | Wayss & Freytag (Deutschland)                        | WWS     | Wünsdorf, Sperenberg, Werneuchen | Plattenbausiedlung                               |
| 27          | Budjonnowsk        | Region Stawropol        | Russland | 1003             | Baytur (Türkei)                                      | WWS     | Tutow                            |                                                  |
| 28          | Marinowka          | Oblast Wolgograd        | Russland | 1322             | Samsung (Südkorea)                                   | WWS     | Großenhain, Welzow               |                                                  |
| 29          | Millerowo          | Oblast Rostow           | Russland | 780              | Bilfinger & Berger (Deutschland)                     | WWS     | Damgarten, Rechlin, Lärz         |                                                  |
| 30          | Andreapol          | Oblast Twer             | Russland | 840              | Strabag (Deutschland)                                | WWS     | Wünsdorf, Wittstock, Damgarten   |                                                  |
| 31          | Bogutschar         | Oblast Woronesch        | Russland | 1753             | You One (Südkorea)                                   | SW      |                                  |                                                  |
| 32          | Oreschkowo         | Oblast Kaluga           | Russland | 541              | Wiemer & Trachte/Tre Byggare (Deutschland/Schweden)  | SW      |                                  |                                                  |
| 33          | Sernograd          | Oblast Rostow           | Russland | 840              | Larsen & Toubro (Indien)                             | WWS     | Falkenberg                       |                                                  |
| 34          | Kiew               | Oblast Kiew             | Ukraine  | 1696             | Walter/Tekser (Deutschland/Türkei)                   |         |                                  | Plattenbausiedlung                               |
| 35          | Jelnja             | Oblast Smolensk         | Russland | 1003             | Samsung (Südkorea)                                   | SW      |                                  |                                                  |
| 36          | Novohrad Volynskyi | Oblast Schytomyr        | Ukraine  | 1692             | Hochtief (Deutschland)                               | SW      |                                  | Plattenbausiedlung, 2002 in Swjahel umbenannt    |
| 37          | Rostow am Don      | Oblast Rostow           | Russland | 1897             | Hochtief (Deutschland)                               | SW, WWS | Swidnica (Polen)                 | Plattenbausiedlung                               |
| 38          | Nachabino          | Oblast Moskau           | Russland | 1037             |                                                      | SW      |                                  | Plattenbausiedlung, Standort der Raumfahrt       |
| 39          | Wsewoloschsk       | Oblast Leningrad        | Russland | 1004             | Holzmann (Deutschland)                               | SW      |                                  | Plattenbausiedlung                               |
| 40          | Strugi Krasnyje    | Oblast Pskow            | Russland | 602              | Tekser (Türkei)                                      | SW      |                                  |                                                  |
| 41          | Woronesch          | Oblast Woronesch        | Russland | 1038             | Arge DSW & Elbo (Deutschland)                        | WWS     | Großenhain                       | Plattenbausiedlung                               |
| 42          | Tula               | Oblast Tula             | Russland | 500              | Lavbolgarstroj (Bulgarien)                           | SW      |                                  | Plattenbausiedlung                               |
| 43          | Jegorlykskaja      | Oblast Rostow           | Russland | 401              | Enka (Türkei)                                        | WWS     |                                  |                                                  |
|             |                    |                         |          | 45119            |                                                      |         |                                  |                                                  |